# Quinolizidine
La quinolizidine (ou norlupinane, ou octahydro-2H-quinolizine) est un composé chimique hétérocyclique, de formule C9H17N, contenant un atome d'azote. C'est une amine tertiaire donc une base faible capable de former des sels ammonium. Certains alcaloïdes (ex. cytisine et spartéine) sont des dérivés de la quinolizidine comme aussi l'ajmaline, un composé pharmaceutique.

## Alcaloïdes quinolizidiniques
Les alcaloïdes quinolizidiniques se rencontrent  principalement chez des espèces de plantes de la famille des Fabaceae (sous-famille des Faboideae), en particulier chez les lupins. On en trouve aussi chez certaines espèces d'autres familles de plantes telles que les Chenopodiaceae, Berberidaceae, Papaveraceae, Nymphaeaceae, Ranunculaceae, Scrophulariaceae, Solanaceae, Asteraceae, Rubiaceae, Ericaceae et chez des espèces animales comme la famille des Adociidae (Spongiaires). L’indigolupine (Baptisia australis) contient même plusieurs quinolizidines.

## Synthèse
Les quinolizidines peuvent être produites de manière stéréosélective à partir d'ions α-acyliminium dans une sorte de carbocyclisation d'alcène.